# Нежный товарищ
«Нежный товарищ» — американский драматический фильм 1943 года режиссёра Эдварда Дмитрыка по сценарию Далтона Трамбо.
Снятый во время Второй мировой войны фильм повествует о девушке, ждущей мужа с фронта.
Название фильма — первые слова стихотворения Роберта Луиса Стивенсона «Моя жена» 1896 года.
Через пять лет, во время «маккартизма» в США, фильм был использован Комиссией по расследованию антиамериканской деятельности в качестве доказательства распространения коммунистической пропаганды: режиссёр, сценарист и актрисы попали в «Чёрный список Голливуда».

## Сюжет
Джо Джонс, недавно вышедшая замуж за Криса, который отправился на фронт, устраивается работать сварщиком на лос-анджелеский авиационный оборонный завод, где работают такие же как она — освоившие в военное время мужские профессии, ждущие мужей и парней с фронта, девушки.
В трудное время девушки нв всём экономят и чтобы сократить расходы подруги решают поселиться вместе в одном доме. Кроме Джо Джонс это: Барбара — жена морского офицера, гламурная и ветренная; совсем юная Дорис, скромная и невинная, не успевшая выйти замуж за своего парня-солдата; Хелен Стейси — уже пожилая женщина, у которой воюют муж и сын; а также нанятая ими экономкой немецкая иммигрантка Маня Лодж, покинувшая Германию после прихода к власти нацистов, чей муж-антифашист тоже где-то на войне.
Проживание в одном доме девушек с разными характерами и взглядами создаёт ряд проблем, но у них всё-таки получается жить дружно, делясь всем друг с другом.
Джо обнаруживает, что беременна, у неё рождается сын, которого она называет Крисом в честь его отца.
Женщины вне себя от радости, когда муж Дорис возвращается домой с фронта, но в этот же день Джо получает телеграмму, что её муж Крис убит. Фильм заканчивается кадром, когда Джо, скрывая своё горе, и вроде бы радостная, спускается по лестнице, чтобы присоединиться к общему празднику…

## В ролях
- Джинджер Роджерс — Джо Джонс
- Роберт Райан — Крис Джонс, её муж
- Рут Хасси — Барбара Томас
- Патрисия Коллиндж — Хелен Стейси
- Мади Кристианс — Маня Лодж, немка
- Ким Хантер — Дорис Дамбровски
- Ричард Мартин — Майк Дамбровски
- Джейн Дарвелл — миссис Хэндерсон

В неуказанных в титрах ролях в фильме появляются: 10-летний Бобби Андерсон в роли мальчика, Эдвард Филдинг в роли доктора, Мэри Форбс в роли матери Джо, Ричард Гейнс в роли Вальдо Пирсона, Клэр Уитни в роли няни и другие.

## «Коммунистическая пропаганда»
Фильм нужно увидеть, чтобы понять по реакции, которую он получил от Комиссии, насколько параноидальной стала Америка во времена холодной войны. … Трудно понять, что видели люди Комиссии, что заставило их увидеть «красное». Но они использовали этот фильм в качестве примера, чтобы показать, как коммунисты прокрадывались в своей пропаганде к неосведомлённым американцам.
Коммунальные условия жизни женщин в фильме были приведены в качестве «доказательства» того, как Дмитрик и Трамбо пытались промыть мозги американским кинозрителям «коммунистической пропагандой». Еще более убийственным «доказательством» было слово «Товарищ» в названии.
Через пять лет в эпоху «маккартизма» фильм был использован Комиссией по расследованию антиамериканской деятельности в качестве доказательства того, что кинематографисты распространяли коммунистическую пропаганду. В «Чёрный список Голливуда» попали сценарист Далтон Трамбо (провёл 11 месяцев в тюрьме), режиссёр Эдвард Дмитрык, а также актрисы Ким Хантер и Мади Кристианс.
Прокурор Роберт Стилинг построил обвинения на словах исполнительницы главной роли Джинджер Роджерс, которая заявила, что сама она убеждённая республиканка, замечала в репликах «анти-американские» ноты и отказывалась их произносить, отдавая эти реплики другим актрисам; конкретно речь шла об одной из сцен где немецкая экономка получает по почте почётную медаль своего мужа и решает, что медаль принадлежит им всем, а не только ей, и Роджерс должна была произнести фразу «делись и делись поровну — это демократия», но реплику произнесла Ким Хантер. В своей автобиографии «Джинджер: моя история» актриса писала:

Некоторые диалоги Далтона Трамбо имели коммунистический оттенок, что меня глубоко расстроило…. Чтобы удовлетворить меня продюсер дал другим актерам диалог: «Делитесь и делитесь поровну!» — из-за этого я был несчастлива. У меня чувство сильной неприязни к коммунизму, потому что он атеистичен и антибожествен.
Оригинальный текст (англ.)«Some of Dalton Trumbo’s dialogue had a Communistic turn, which upset me deeply. … In order to satisfy me, David Hempstead, the producer, gave the other actors the dialogue, 'Share and share alike! ' that I was unhappy about. I still hold strong feelings against communism because it is atheistic and anti-God.»

Также в качестве доказательств комиссия указала на коммунальные условия проживание героинь (хотя в фильме героини называют своё совместное проживание и принятие решений — «демократия»).
Ещё одно обвинение в пропаганде коммунизма фильм получил из-за названия — содержащегося в нём слова «товарищ», хотя в титрах фильма было прямо указано, что название — первые слова стихотворения Роберта Луиса Стивенсона «Моя жена» 1896 года.
Роберт Райан, играющий в фильме мужа главной героини, через пять лет снимется в роли мужа главной героини в фильме «Я замужем за коммунистом», являющимся обычной для того времени американской антикоммунистической пропагандой.

## Критика
Фильм имел внушительный кассовый успех — принёс прибыль в 840 тыс. долларов, выдвигался от киностудии «RKO Pictures» на кинопремию «Оскар», но не получил номинации.
В январе 1944 года была новость, что планируется продолжение фильма, в котором главная героиня продолжает свою работу на заводе, но это не было реализовано.
Фильм характеризуется как очень сентиментальный и «слезливый», однако, как отметил биограф актёра Роберта Райана, именно такой тон и был необходим зрителям в то время.

«Нежный товарищ» был хитом после его выпуска, журнал «Photoplay» дал справедливую оценку его сочетания подлинных эмоций и слезливости: «пронзительная, веселая, а иногда и душераздирающая история…Есть места, которые поднимаются на высоту эмоциональной привлекательности, но есть много плоских поверхностей между ними.»
Оригинальный текст (англ.)Tender Comrade was a hit upon its release with Photoplay offering a fair appraisal of its combination of genuine emotion and schmaltz: «a poignant, merry, and sometimes heartbreaking story…There are spots that climb the heights of emotional appeal but there are many flat surfaces in between.»
— Felicia Feaster — Tender Comrade // TCM Movie Database, July 28, 2004

Фильм превозносит наших храбрых американских девушек, которые поддерживают домашний огонь, пока их мужья на войне. Фильм … свободно предается горячей ванне чувств. Ибо эта 95 % женская картина — это чрезмерная попытка сжать сердце тоской разлуки и галантностью девушек, потерявших своих мужчин.
Оригинальный текст (англ.)is extolling our brave American girls who are keeping the home fires burning while their husbands are off at war. And in its film called "Tender Comrade, " which came to the Capitol yesterday, it is also freely indulging in a hot bath of sentiment. For this ninety-five per cent feminine picture is an overboard attempt to wring the heart with the anguish of separation and the gallantry of girls who lose their men.
— кинокритик Босли Краузер, современная фильму рецензия в газете «New York Times», 1944 год